# 하시오카촌
하시오카촌(일본어: 端岡村)은 일본 가가와현 아야우타군에 있던 촌이다.
고쿠분지정을 거쳐 현재는 다카마쓰시의 일부가 되었다. '하타오카'의 이름은 JR 하타오카역에 그 이름을 남기고 있다.

## 역사
- 1890년 2월 15일 - 정촌제 시행에 수반해 아야군 고쿠부촌, 니이촌이 합병해 하시오카촌이 성립하였다.
- 1899년 4월 1일 - 우타리군, 아야군이 합병해 아야우타군이 되었다.
- 1955년 3월 20일 - 야마노우치촌과 합병해 고쿠분지정이 성립, 동일 하시오카촌은 소멸하였다.

## 인구
| \| 1920년（다이쇼9년） \| 4,221명 \| \| \| 1925년（다이쇼14년） \| 4,237명 \| \| \| 1930년（쇼와5년） \| 4,482명 \| \| \| 1935년（쇼와10년） \| 4,544명 \| \| \| 1940년（쇼와15년） \| 4,491명 \| \| \| 1947년（쇼와22년） \| 6,122명 \| \| \| 1950년（쇼와25년） \| 6,164명 \| \| |         |  |
| 총무성 통계국 / 인구조사(1950년)） |         |  |
| 1920년（다이쇼9년） | 4,221명 |  |
| 1925년（다이쇼14년） | 4,237명 |  |
| 1930년（쇼와5년） | 4,482명 |  |
| 1935년（쇼와10년） | 4,544명 |  |
| 1940년（쇼와15년） | 4,491명 |  |
| 1947년（쇼와22년） | 6,122명 |  |
| 1950년（쇼와25년） | 6,164명 |  |

## 참고 문헌
- 角川日本地名大辞典編纂委員会, 『角川日本地名大辞典 43 香川県』, 1985, 角川書店
- 四国新聞社 編『香川年鑑』 昭和29年、四国新聞社、高松市、1953年10月20日。doi:10.11501/2940066。 NCID BB10788678。OCLC 673819408。